# Epicauta philaemata
Epicauta philaemata es una especie de coleóptero de la familia Meloidae.

## Distribución geográfica
Habita en Brasil y Argentina.